# تشارلز دونكان ماكيفر
تشارلز دونكان ماكيفر (بالإنجليزية: Charles Duncan McIver)‏ هو مربي أمريكي، ولد في 27 سبتمبر 1860 في مقاطعة لي في الولايات المتحدة، وتوفي في 17 سبتمبر 1906.